# Frida Gold
Frida Gold sind eine deutsche Band aus dem Raum Bochum. Der Bandname stammt von dem Lied Frida von Axel Bosse. Später wurde „Gold“ hinzugefügt, weil die Band einen Doppelnamen haben wollte und Gold mit „wertig, warm, strahlend, nicht kopierbar und rein“ assoziiert würde. Die Band steht bei Warner Music unter Vertrag und produziert Popmusik mit deutschen, aber auch teilweise englischen Texten. Die Lieder werden vor allem von der Sängerin Alina Süggeler und dem Bassisten Andi Weizel geschrieben.

## Bandgeschichte

### Gründung

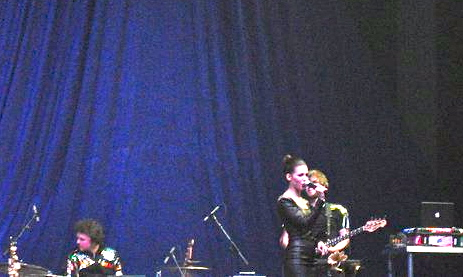
Frida Gold in Hamburg im Vorprogramm von Kylie Minogue (2011)

Die Sängerin Alina Süggeler und der Gitarrist Julian Cassel spielten schon seit der gemeinsamen Schulzeit am Gymnasium Holthausen zusammen in einer Band. Mit der Band Amnesia gewannen sie den Jury-Preis beim Hattinger Newcomerfestival. Gemeinsam mit dem Schlagzeuger Thomas Holtgreve gründeten sie 2005 die regional erfolgreiche Rockband Linarockt (angelehnt an Süggelers Vornamen) und traten beim Nachwuchswettbewerb Emergenza an. 2007 nannte sich die Band von Linarockt in Frida um und änderte ihren musikalischen Stil von gitarrenlastiger Rockmusik hin zu discoisiertem Indie-Pop.
Nach dem Abitur begann Süggeler ein Querflötenstudium an der Folkwang Universität der Künste in Essen, das sie jedoch nach zwei Semestern abbrach, um sich mehr der Popmusik zu widmen. Gemeinsam mit dem Gitarristen Julian Cassel belegte sie den Popkurs, einen Kompaktstudiengang für Popularmusik an der Hochschule für Musik und Theater Hamburg. In Mannheim lernte Süggeler Andreas Weizel kennen, der an der Popakademie Baden-Württemberg Musikproduktion studierte. 2008 wurde die Band in den Bandpool der Popakademie in Mannheim aufgenommen und trat u. a. im Oktober 2008 neben Mando Diao bei der Beck’s Gold Ruhrnacht in der Hattinger Gebläsehalle auf. Nach Verhandlungen mit Plattenfirmen unterschrieb die Band einen Vertrag bei Warner Music.
2009 begleiteten sie Bosse auf seiner „Taxi“ Tour 2009, bei der man die erste EP der Band Frida erwerben konnte. Als Gastmusiker veröffentlichten Frida mit Bosse im August 2009 die Single Sommer lang.

### 2010–2011: Durchbruch mit dem Debüt-AlbumJuwel

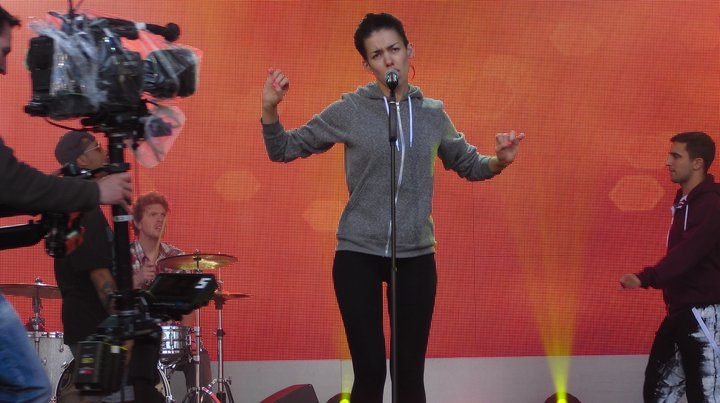
Frida Gold bei den Proben einen Tag vor ihrem Auftritt auf der Reeperbahn im Rahmen des Eurovision Song Contest. (2011)

Die erste eigene Single von Frida Gold, Zeig mir wie Du tanzt, erschien am 25. Juni 2010 zunächst als Download. Nach der Veröffentlichung der Single auf CD konnte sich das Lied im November 2010 in den deutschen und österreichischen Charts platzieren.
2010 hatte die Band unter anderem Liveauftritte bei MTV Campus Invasion und Bochum Total. Außerdem absolvierten Frida Gold ab November 2010 in fünf deutschen Städten die eigene Clubtour Zeig mir wie du tanzt und war im Vorprogramm von Revolverheld zu sehen, bis die Tour kurz vor Weihnachten aufgrund von Stimmbandproblemen Alina Süggelers abgebrochen werden musste. Im Dezember 2010 wurde exklusiv im iTunes Store das Lied Verständlich sein als Download veröffentlicht.
Frida Gold traten im Februar/März 2011 im Vorprogramm der Aphrodite – Les Folies Tour 2011-Tour von Kylie Minogue auf. Eine weitere Single mit dem Titel Wovon sollen wir träumen erschien am 1. April 2011. Das Album Juwel erschien zwei Wochen später am 15. April 2011.
Am 23. September 2011 erschien mit Unsere Liebe ist aus Gold eine vierte Single aus dem Album Juwel. Mit diesem Lied nahmen Frida Gold für Nordrhein-Westfalen am 29. September 2011 am Bundesvision Song Contest 2011 in Köln teil. Dort belegte die Band mit 76 erhaltenen Punkten den siebten Platz. Mit der Veröffentlichung der „Gold-Edition“ von Juwel folgte am 2. Dezember die letzte Singleauskopplung Gold.

### 2012–2014: Arbeit am zweiten AlbumLiebe ist meine Religion

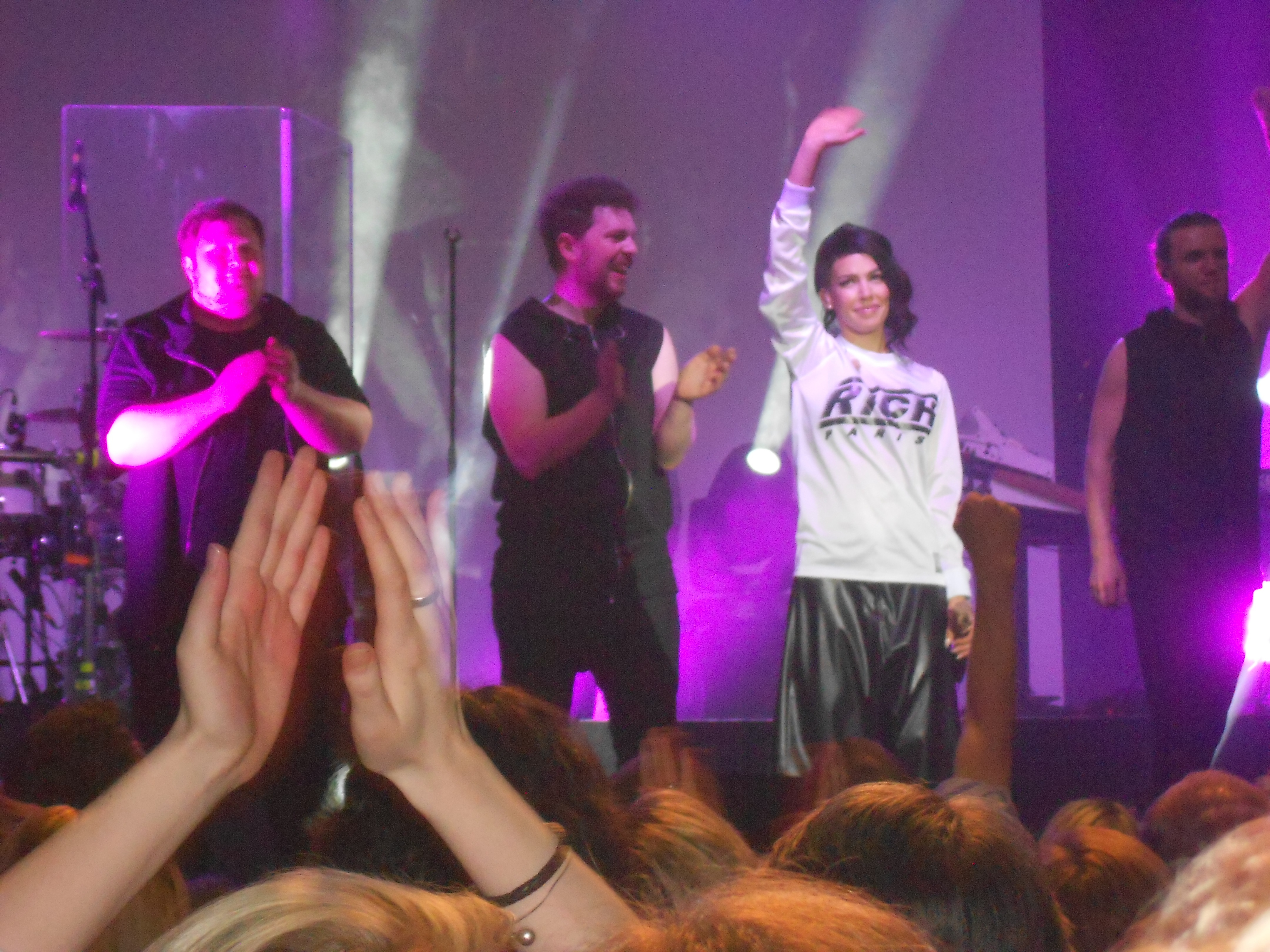
Frida Gold während ihrer Liebe ist meine Rebellion-Tournee in Bremen (2014)

Für das zweite Album bastelten die Bandmitglieder zunächst in Berlin an Songideen. Die Albumproduktion erfolgte anschließend in Los Angeles. Die Vorabsingle Liebe ist meine Rebellion, die ein Element aus dem Refrain von Galas Freed from Desire aus dem Jahr 1996 enthält, stellte die Band erstmals bei der Echoverleihung 2013 vor und konnte sich auf Platz 4 der deutschen Single-Charts platzieren. Das Album Liebe ist meine Religion folgte am 28. Juni 2013 und konnte sich auf Platz 1 der Album-Charts platzieren.
Als zweite Auskopplung bewarb die Band das Lied Die Dinge haben sich verändert, zu dem am 19. September 2013 ein Lyric Video veröffentlicht wurde. Am 27. September 2013 feierte das offizielle Video beim Streamingdienst Ampya seine Premiere.
Am 13. Dezember 2013 folgte die Veröffentlichung des ersten Live-Albums Liebe ist meine Religion Live + Akustisch, das in der Trinitatiskirche am Arrenberg in Wuppertal aufgenommen wurde.
Von Februar bis März 2014 absolvierten Frida Gold ihre Liebe ist meine Rebellion-Tour, die 18 deutsche Städte umfasste. Am 22. Mai 2014 folgte die Veröffentlichung des Lyric-Videos zu 6 Billionen, wofür das Lied noch einmal völlig neu abgemischt wurde und auch in der Sendung Keep Your Light Shining vorgestellt wurde.
Im November 2014 steuerten Frida Gold eine Coverversion von Trautes Heim aus Das Dschungelbuch zu der Kinderlieder-CD Giraffenaffen 3 bei. Im März 2015 traten Alina Süggeler und Andi Weizel für die verhinderten Lilly Wood & the Prick bei der Echoverleihung 2015 auf, wo sie zusammen mit dem Osnabrücker DJ Robin Schulz das Lied Prayer in C spielten.

### 2015–2017: Drittes AlbumAlina

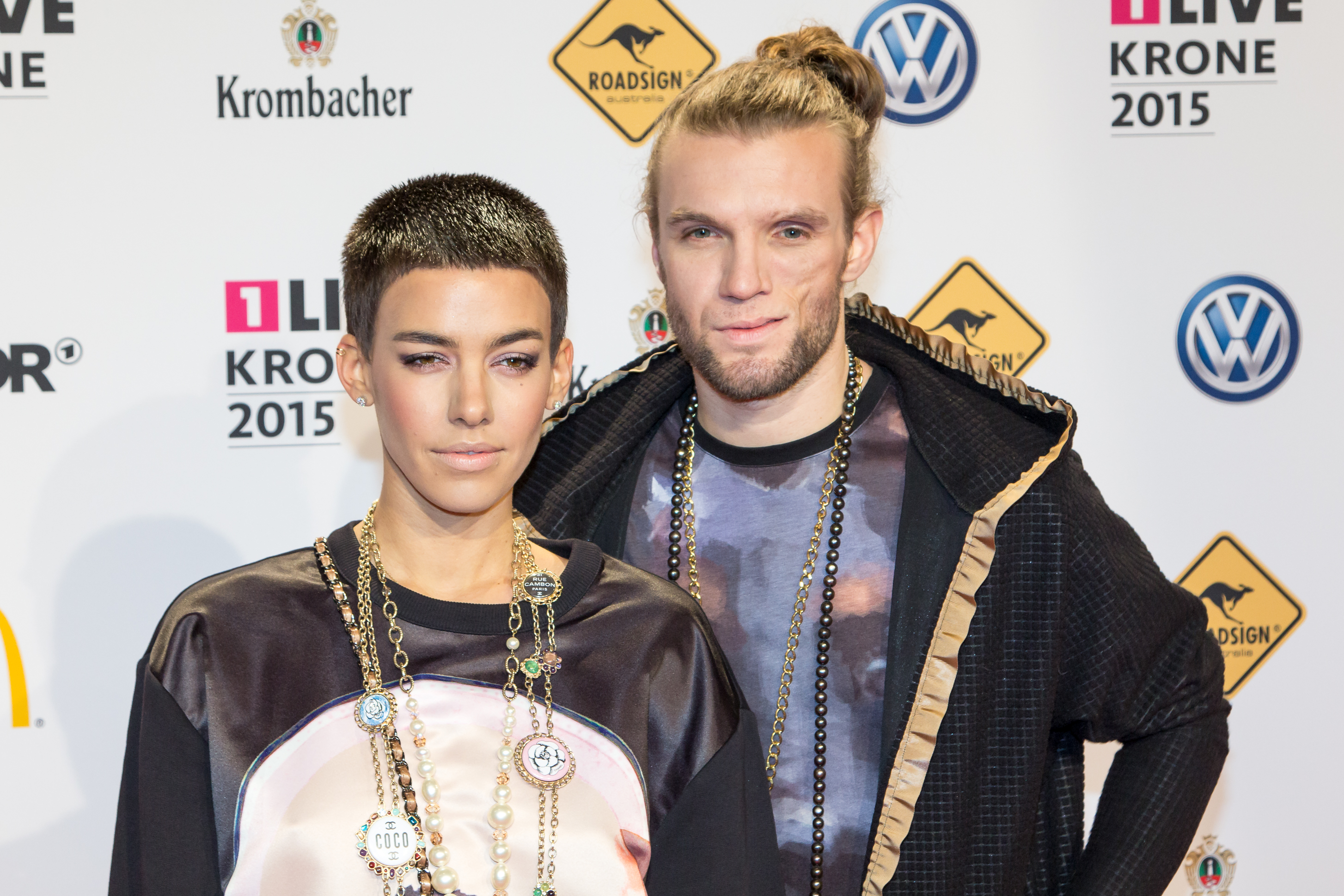
Seit 2015 bilden bei öffentlichen Auftritten nur noch Alina Süggeler und Andreas Weizel die Band Frida Gold – wie hier bei der 1 Live Krone 2015.

Am 10. Juli 2015 wurde auf Facebook und YouTube ein Teaser-Video hochgeladen, welches mit dem Hashtag #Fridagold2015 versehen wurde. Am 16. Juli 2015 veröffentlichten Frida Gold auf Facebook das Cover des gleichnamigen Albums Frida Gold, welches ursprünglich für den 23. Oktober 2015 angekündigt wurde. Neu war, dass ab dieser Album-Ära nur noch Alina Süggeler und Andreas Weizel Frida Gold repräsentieren. Auch auf der offiziellen Homepage fanden Julian Cassel und Thomas Holtgreve keine Erwähnung mehr, obwohl sie bei Konzerten weiterhin mit dabei sind.
Die Albumproduktion fand erneut in Berlin und Los Angeles statt. Nachdem die Band während der Festivalsaison 2014 beim Schreibprozess erste Ideen auf Englisch sammelte, entstanden die Songtexte überwiegend in dieser Sprache. Die erste Album-Auskopplung Run Run Run erschien am 14. August 2015.
Nachdem die Single den Charteinstieg verfehlt hatte, gaben Frida Gold am 6. Oktober 2015 bekannt, die Album-Veröffentlichung aufgrund weiterer Studioarbeiten zu verschieben, um die Platte zu übersetzen und auch neue Lieder zu schreiben.
Am 8. November 2015 strahlte der deutsche Sender 3sat ein knapp einstündiges Livekonzert aus der ZDF@Bauhaus-Konzertreihe mit den ursprünglichen, englisch getexteten Liedern und kurzen Interviews mit Alina Süggeler und Andreas Weizel aus.
Am 6. Mai 2016 erschien die nächste Single-Veröffentlichung Wir sind zuhaus. Die Single hatten Frida Gold bereits im November 2015 im Vorprogramm von Nena vorgestellt und ist eine deutsche Version vom beim ZDF@Bauhaus präsentierten Lied Touch The Sky. Am 2. September 2016 erschien die dritte Single-Auskopplung Langsam. Im dazugehörigen Musikvideo zeigt sich Alina Süggeler durchgängig komplett nackt. Das Album Alina erschien am 30. September 2016 und platzierte sich auf Platz 23 der deutschen Album-Charts. Im April 2017 veröffentlichten Frida Gold das Musikvideo zu Zurück zu mir. Es ist auch das Titellied zum Kinofilm Conni & Co 2 – Das Geheimnis des T-Rex.

### Seit 2019
Nach einer längeren Veröffentlichungspause und einem Wechsel der Plattenlabels erschienen ab Ende November 2019 bei Polydor Akustikversionen zu den neuen Liedern Wach und Verletzbar. Am 27. Dezember 2019 folgte in Zusammenarbeit mit dem Rapper Samy Deluxe die Veröffentlichung der Single Wieder geht was zu Ende.
Am 29. Mai 2020 wurde das Lied Halleluja als Single ausgekoppelt. Am 3. Dezember 2020 veröffentlichten Frida Gold auf dem exklusiv beim Streamingdienst Deezer erschienenem Weihnachtsalbum So klingt Weihnachten das Chris-Rea-Cover Driving Home for Christmas. Mit dem Lied Alle Frauen in mir sind müde sollten Frida Gold am deutschen Vorentscheid Unser Lied für Liverpool für den Eurovision Song Contest 2023 teilnehmen, sagten die Teilnahme jedoch am Vormittag des Entscheids wegen Erkrankung der Sängerin Alina Süggeler ab.

## Bandmitglieder

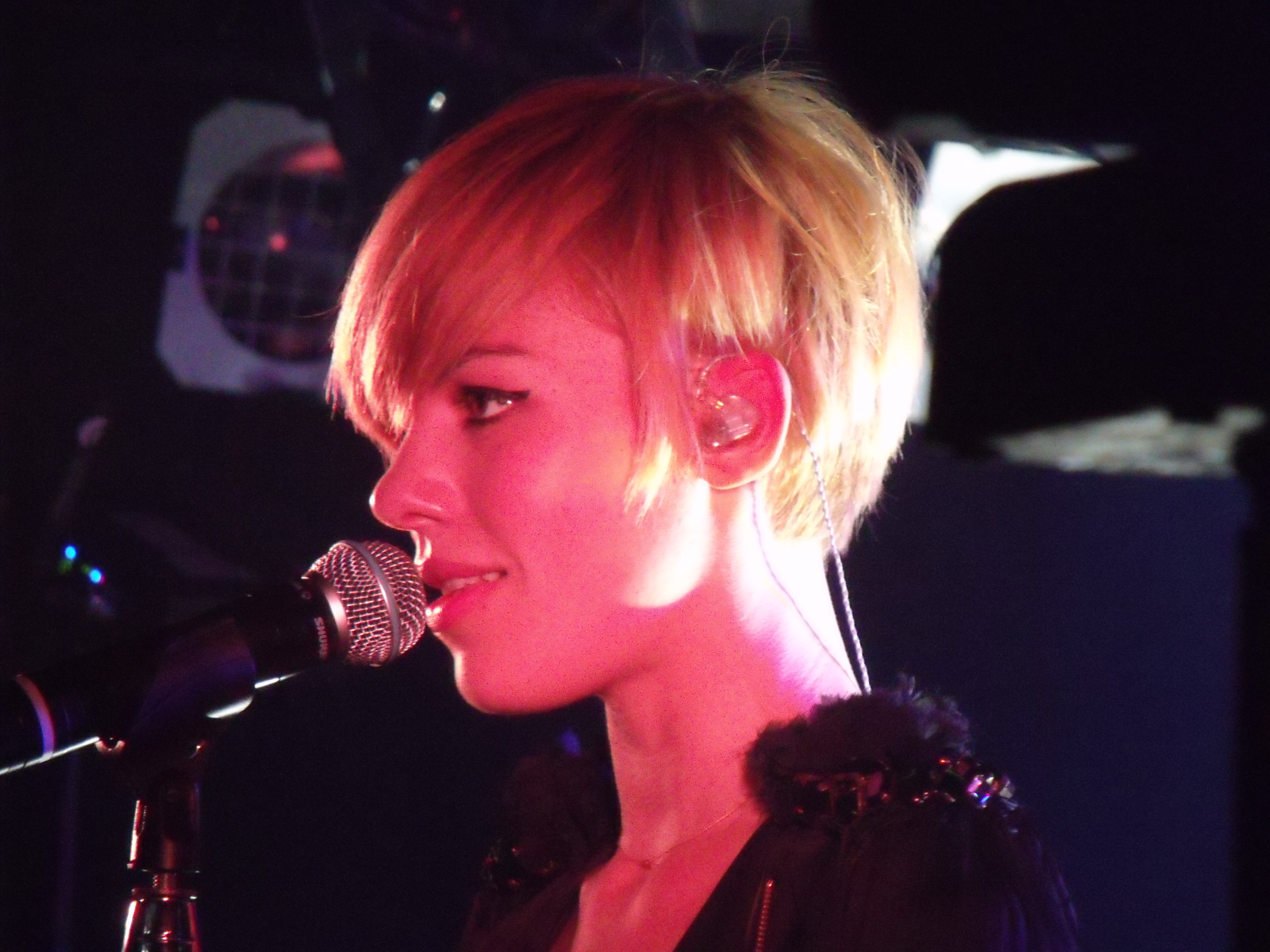
Alina Süggeler
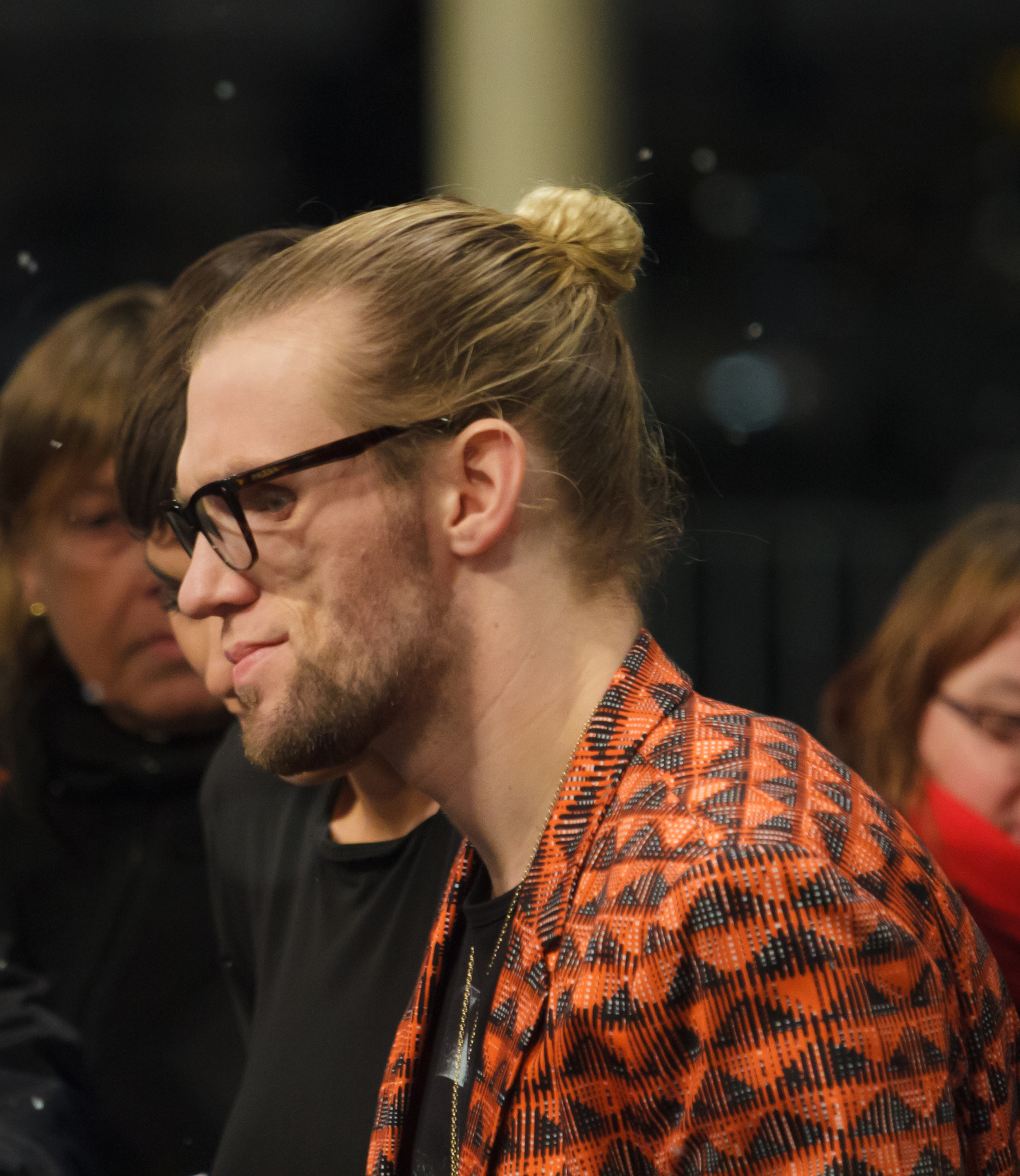
Andreas Weizel
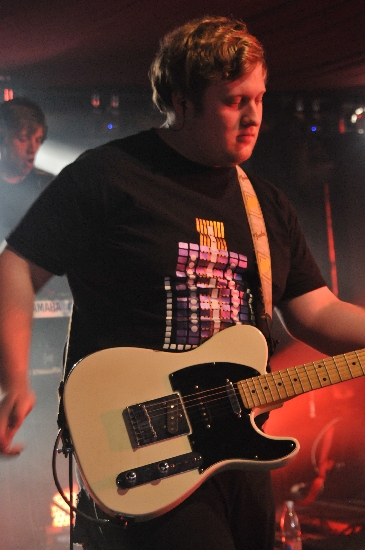
Julian Cassel
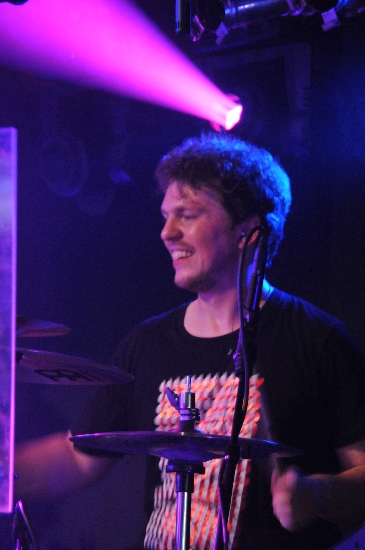
Thomas Holtgreve

## Tourneen
- 2010: Zeig mir wie du tanzt Club Tour
- 2011: Juwel Tour
- 2014: Liebe ist meine Rebellion Tour
- 2016: Wir Sind Zuhaus Tour
- 2017: Zurück zu mir Tour

## Diskografie
Studioalben

| Jahr | Titel Musiklabel                            | Höchstplatzierung, Gesamtwochen, AuszeichnungChartplatzierungen (Jahr, Titel, Musiklabel, Platzierungen, Wochen, Auszeichnungen, Anmerkungen) | Höchstplatzierung, Gesamtwochen, AuszeichnungChartplatzierungen (Jahr, Titel, Musiklabel, Platzierungen, Wochen, Auszeichnungen, Anmerkungen) | Höchstplatzierung, Gesamtwochen, AuszeichnungChartplatzierungen (Jahr, Titel, Musiklabel, Platzierungen, Wochen, Auszeichnungen, Anmerkungen) | Anmerkungen                                              |
| Jahr | Titel Musiklabel                            | DE | AT | CH | Anmerkungen                                              |
| ---- | ------------------------------------------- | --- | --- | --- | -------------------------------------------------------- |
| 2011 | Juwel Warner Music (WMG)                    | DE14 Gold · (38 Wo.)DE | — | CH59 (2 Wo.)CH | Erstveröffentlichung: 15. April 2011 Verkäufe: + 100.000 |
| 2013 | Liebe ist meine Religion Warner Music (WMG) | DE1 Gold · (17 Wo.)DE | AT21 (1 Wo.)AT | CH25 (1 Wo.)CH | Erstveröffentlichung: 28. Juni 2013 Verkäufe: + 100.000  |
| 2016 | Alina Warner Music (WMG)                    | DE23 (3 Wo.)DE | — | CH80 (1 Wo.)CH | Erstveröffentlichung: 30. September 2016                 |

## Filmografie
- 2011: Hand aufs Herz (Folge 169)[31]
- 2013: Gute Zeiten, schlechte Zeiten (Folge 5268)

## Auszeichnungen

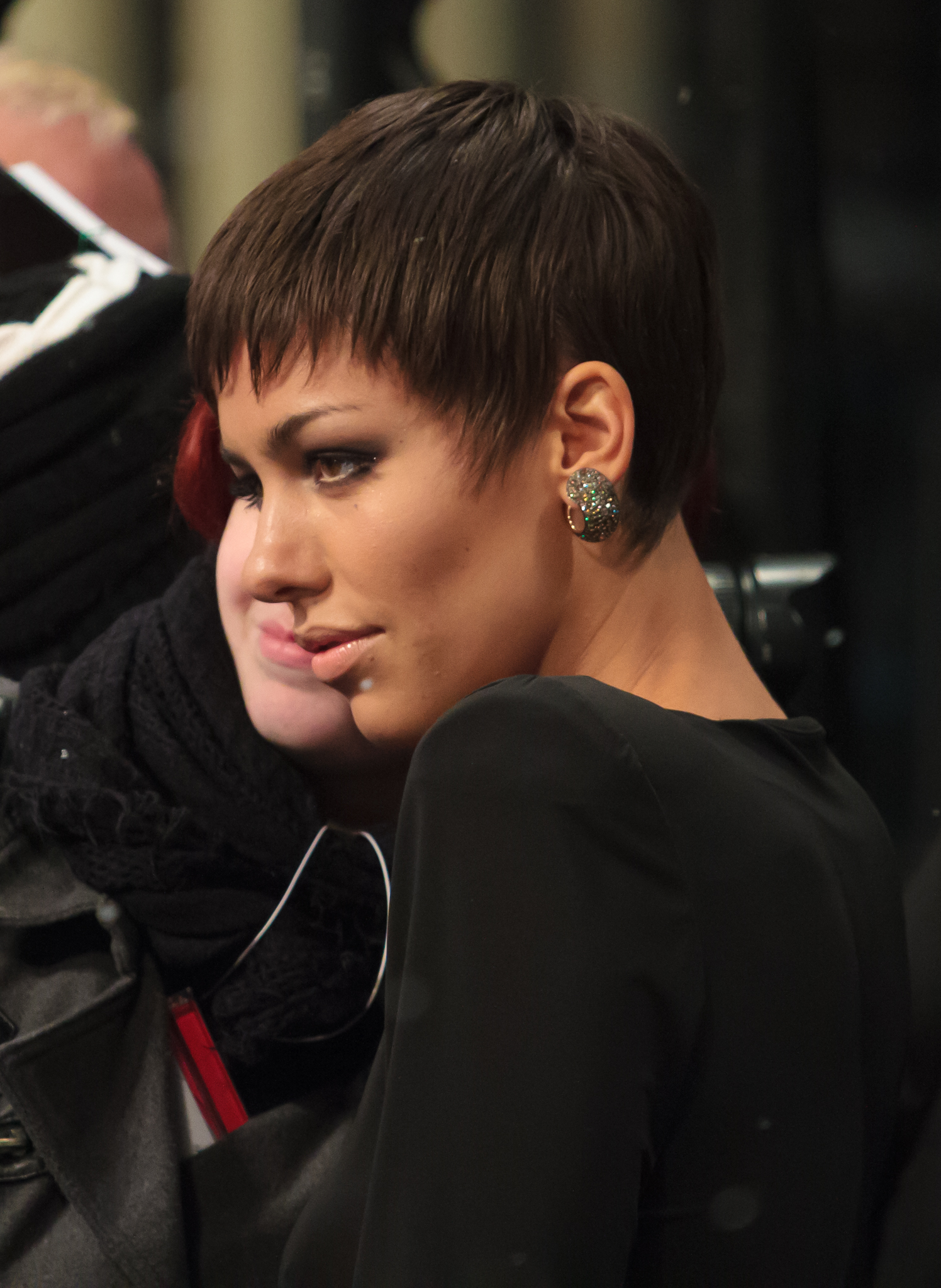
Alina Süggeler bei der Echo-Verleihung, 2013

### 2011
- Radio Galaxy Award (Newcomerpreis)[32]
- kulturnews-Award (Beste Tournee)[33]

### 2012
- Regenbogen Award (Band National 2011)[34]
- Radiopreis SIEBEN (Newcomer National)[35]

## Trivia
- Zeig mir wie du tanzt wurde als Titelmusik für den Werbespot zum Mobilfunkangebot MTV Mobile des Musiksenders MTV verwendet; Sängerin Alina Süggeler spielt in dem Werbefilm die Hauptrolle.
- Wovon sollen wir träumen war der offizielle ZDF-Song zur Frauen-Fußball-WM 2011.